# 6-piruvoiltetrahidropterina sintasa
La 6-piruvoiltetrahidropterina sintasa (PTS) (EC 4.2.3.12) es una enzima que cataliza una eliminación del grupo trifosfato y una reacción redox intramolecular en su sustrato.
7,8-dihidroneopterina-3'-trifosfato {\displaystyle \rightleftharpoons } 6-piruvoil-5,6,7,8-tetrahidropterina + trifosfato
Esta enzima participa en la síntesis de la tetrahidrobiopterina (BH4) a partir de GTP conjuntamente con las enzimas sepiapterina reductasa (EC 1.1.1.153) y GTP ciclohidrolasa I (EC 3.5.4.16). La tetrahidrobiopterina es un cofactor esencial de las hidrolasas de aminoácidos aromáticos: triptófano hidroxilasa (EC 1.14.16.4), fenilalanina hidroxilasa (EC 1.14.16.1) y tirosina hidroxilasa (EC 1.14.16.2).
Se presenta como homohexámero formado por dos homotrímeros colocados cara a cara. El sitio activo está en la interfaz entre dos subunidades. El aceptor de protones cisteína está situado en una subunidad y el sistema de transmisión de carga en la otra subunidad. Como cofactor utiliza un ion zinc por subunidad. La enzima requiere para tener la máxima actividad la fosforilación del residuo Ser-19.
Los defectos en PTS son causa de hiperfenilalaninemia por deficiencia en BH4 tipo A, llamada también deficiencia en PTS. Es un desorden autosomal recesivo caracterizado por una reducción de los neurotransmisores dopamina y serotonina. También se caracteriza por síntomas neurológicos severos.